# 1302
Пізнє Середньовіччя •  Реконкіста •  Ганза •  Монгольська імперія

## Геополітична ситуація
Андронік II Палеолог є імператором Візантійської імперії (до 1328). Королем Німеччини — Альбрехт I Габсбург (до 1308). У Франції править Філіп IV Красивий (до 1314).
Апеннінський півострів розділений: північ належить Священній Римській імперії, середню частину займає Папська область, південь належить Неаполітанському королівству. Деякі міста півночі: Венеція, Піза, Генуя тощо, мають статус міст-республік.
Майже весь Піренейський півострів займають християнські Кастилія (Леон, Астурія, Галісія), Наварра, Арагонське королівство (Арагон, Барселона) та Португалія, під владою маврів залишилися тільки землі на самому півдні. Едуард I Довгоногий є королем Англії (до 1307), Вацлав II — королем Богемії (до 1305), а королем Данії — Ерік VI (до 1319).
Руські землі перебувають під владою Золотої Орди. У Галицько-Волинське князівство очолює Юрій Львович, Андрій Олександрович Городецький править у Володимиро-Суздальському князівстві (до 1304). У Великопольщі править Вацлав II.
Монгольська імперія займає більшу частину Азії, але вона розділена на окремі улуси, що воюють між собою. У Китаї, зокрема, править монгольська династія Юань. У Єгипті владу утримують мамлюки. Мариніди правлять у Магрибі. Делійський султанат є наймогутнішою державою Північної Індії, а на півдні Індії панують держава Хойсалів та держава Пандья. В Японії триває період Камакура.
Цивілізація мая переживає посткласичний період. Почала зароджуватися цивілізація ацтеків.

## Події

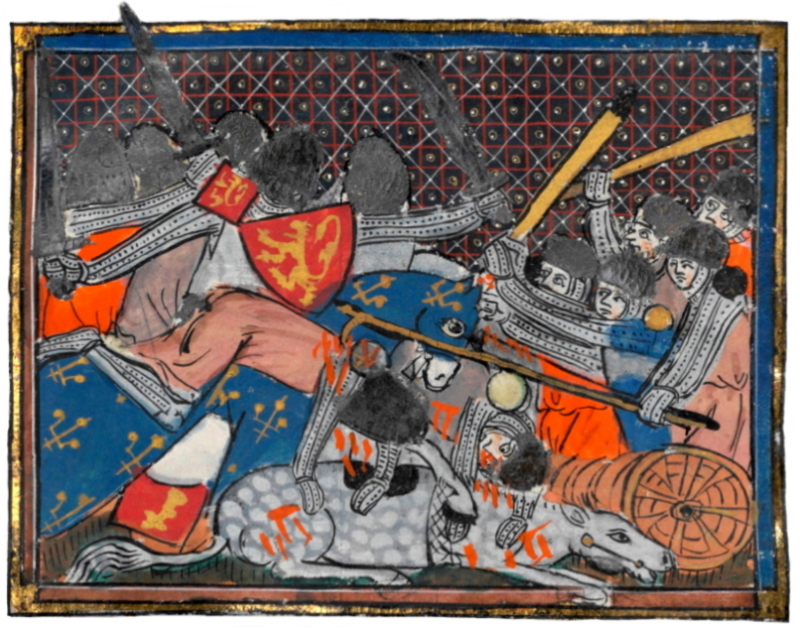
Битва золотих шпор

- Галицько-Волинський князь Юрій Львович утратив контроль над Люблінською землею.
- Константинопольський патріарх висвятив Ніфонта на митрополита Галицького.
- 27 січня італійський поет Данте Аліг'єрі вимушено залишив рідну Флоренцію, рятуючи життя після поразки партії «білих» гвельфів, до яких він належав, в політичній боротьбі з «чорними» гвельфами. Влада міста заочно виголосила йому вирок, скасований 1966. Аліг'єрі помер у вигнанні.
- 11 березня, за Шекспіром, одружились Ромео і Джульєтта.
- 18 березня фламандські повстанці вирізали французький гарнізон у місті Брюгге.
- 11 липня в битві при Куртрі у Фландрії 20 тисяч недосвідчених фландрійських піших ополченців, озброєних піками, наголову розбили 47-тисячне військо французького короля Філіпа IV Красивого і відстояли свою незалежність. Після бою переможці зняли з 4 тисяч убитих лицарів позолочені шпори і склали їх на центральній площі міста як трофей — це й дало бою при Куртрі назву «Битва шпор».
- 18 листопада папа римський Боніфацій VIII видав буллу «Unam sanctam», в котрій проголосив абсолютний пріоритет церковної влади над світською.
- Французький король Філіп IV Красивий з метою здобути підтримку в боротьбі проти папи римського Боніфація VIII скликав перші в історії Франції Генеральні штати.
- Король Неаполя Карл II Анжуйський та король Сицилії Федеріго III уклали мирну угоду, що завершила війну сицилійської вечірні. Одним із наслідків укладення миру стало те, що арагонський кондотьєр Рожер де Флор організував Каталонську компанію — загін найманців-альмогаварів, що вступили на службу до візантійських імператорів.
- Завершилася війна між Венецією та Візантією, що тривала з 1296 року.
- Кастильські війська окупували бухту міста Алжир.
- Турки на чолі з Османом I Газі здобули перемогу над візантійськими військами в битві при Бафеї.

## Народились
- Афанасій Метеорський
- Аццоне Вісконті
- Готьє VI де Брієн
- Джанчуб Гялцен

## Померли
- Вальдемар I Біргерсон
- Арнольфо ді Камбіо
- Аль-Хакім І
- Джерардо Біанки
- Вислав ІІ
- Кей-Кибад ІІІ
- Іван Дмитрович (князь переяславль-заліський)
- Гертруда Велика
- Генріх ІІІ (граф Бара)
- Роберт ІІІ д 'Артуа
- Роже Бернар ІІІ де Фуа
- П'єр Флоте
- Мухаммад ІІ